# Expedición italiana al K2 de 1954

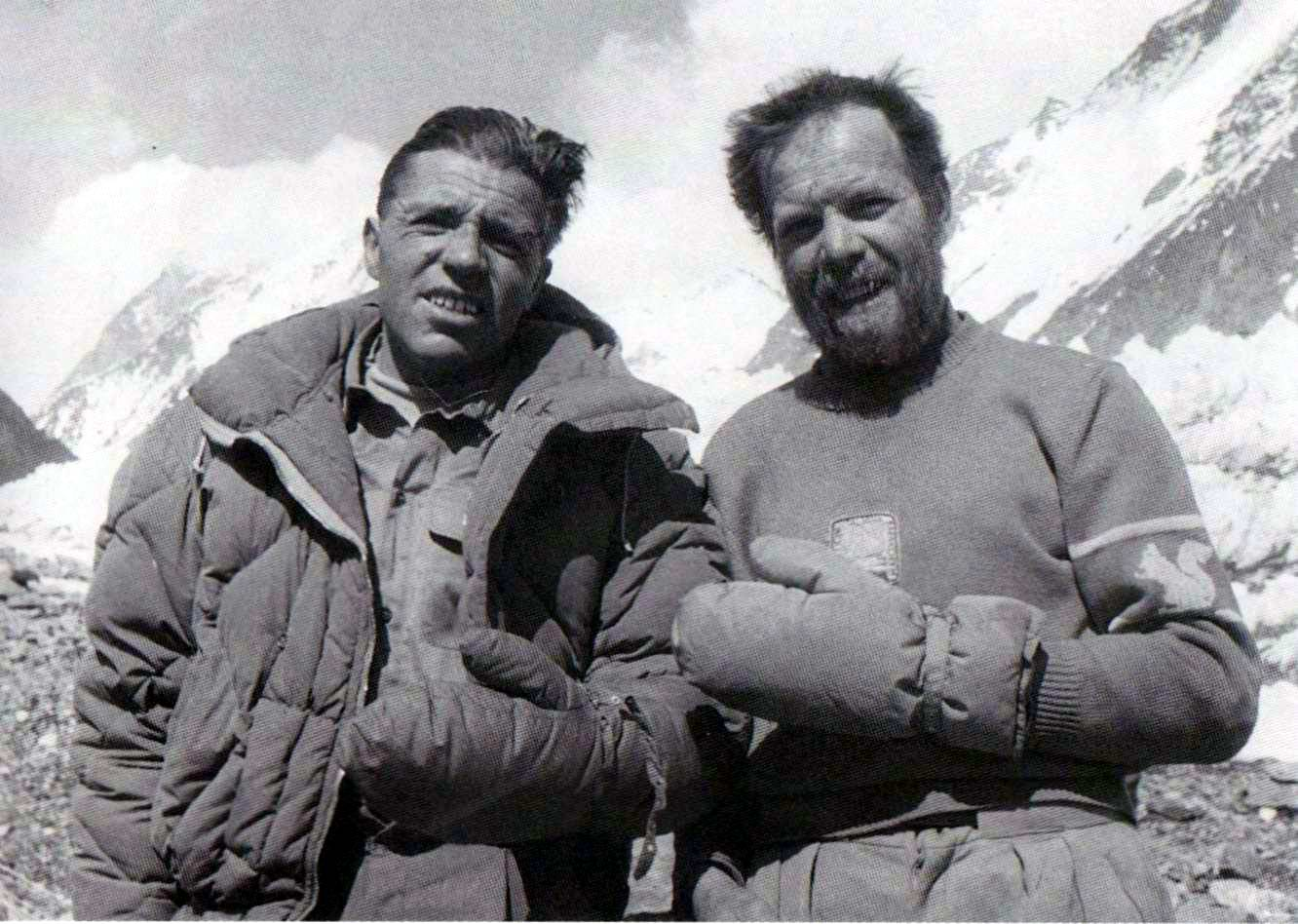
Compagnoni (izquierda) y Lacedelli, con congelaciones a su regreso de la cima del K2

En la expedición italiana al K2 de 1954, Achille Compagnoni y Lino Lacedelli se convirtieron en los primeros alpinistas en alcanzar la cima del K2, la segunda montaña más alta del mundo, una cima más difícil de escalar que la más alta, el Monte Everest, que una expedición británica había coronado el año anterior. Ardito Desio dirigió la expedición y se alcanzó la cumbre el 31 de julio de 1954. 
Hubo tres intentos estadounidenses fallidos en la montaña, aunque sirvieron para identificar una buena ruta hacia la cima. Desio pensó que las anteriores campañas de exploración italianas de la región del Karakórum eran una buena razón para organizar una importante expedición a gran escala, siguiendo la ruta estadounidense por la cresta sureste. El progreso hacia la cumbre fue interrumpido repetidamente por las tormentas y un miembro del equipo murió inesperadamente. Desio consideró abandonar la expedición para volver a intentarlo ese mismo año, pero las condiciones climáticas mejoraron, lo que les permitió acercarse más a la cima de la montaña. Finalmente, los dos líderes escaladores llegaron a la cima cuando el sol estaba a punto de ponerse y tuvieron que descender en la oscuridad. Ambos escaladores y otros dos compañeros sufrieron congelaciones severas. 
Nunca se dudó del hecho de que se había alcanzado la cima. Sus compañeros, situados cerca de la cumbre, vieron coronar a Compagnoni y Lacedelli, y tomaron fotografías e incluso una película de la parte superior de la montaña, pero de todos modos, la expedición se vio envuelta en la polémica. El relato oficial de la expedición de 1954 finalmente quedó desacreditado, y después de una prolongada controversia, se publicó un segundo informe oficial en 2007 que confirmó en gran medida las afirmaciones que otro miembro de la expedición, Walter Bonatti, había estado haciendo durante más de cincuenta años. 

## Antecedentes

### K2
El K2 está en la frontera entre China y Pakistán, que había alcanzado su independencia del Imperio Británico en 1954. Con una altura de 8611 m es el punto más alto de la cordillera del Karakórum y la segunda cima más alta del mundo. La montaña había sido localizada en 1856 por el Gran Estudio Trigonométrico de Cachemira y en 1861 Henry Godwin-Austen había alcanzado el glaciar Baltoro y pudo obtener una vista clara del K2 desde las laderas del Masherbrum, comprobando que el glaciar descendía finalmente hacia el río Indo y que la montaña estaba situada dentro de los límites del Imperio Británico.
El primer intento serio de escalar la montaña se realizó en 1902, protagonizado por una partida que incluía a Aleister Crowley, que más tarde se convertiría en el "Hombre más malvado del mundo". La expedición examinó las rutas de ascenso tanto al norte como al sur de la montaña y realizó los mejores progresos en la cresta noreste, antes de que se vieran obligados a abandonar sus esfuerzos. Desde ese momento, el K2 se fue labrando la reputación de ser una montaña más difícil de escalar que el Monte Everest: todas las rutas a la cima son difíciles. El K2 está más al norte que las montañas del Himalaya, por lo que el clima es más frío; la cordillera del Karakórum es más ancha que la del Himalaya, por lo que quedan más hielo y nieve atrapados allí.
Antes del exitoso ascenso italiano, la expedición que había escalado más alto en el K2 había sido la expedición estadounidense de 1939, que alcanzó los 8366 m.

### Expediciones italianas anteriores en la región de Baltoro Muztagh
En 1890, Roberto Lerco se internó la región de Baltoro Muztagh en el Karakórum, alcanzando el pie del K2 e incluso pudo haber subido un poco por su espuela suroriental, pero no dejó un relato de su viaje.

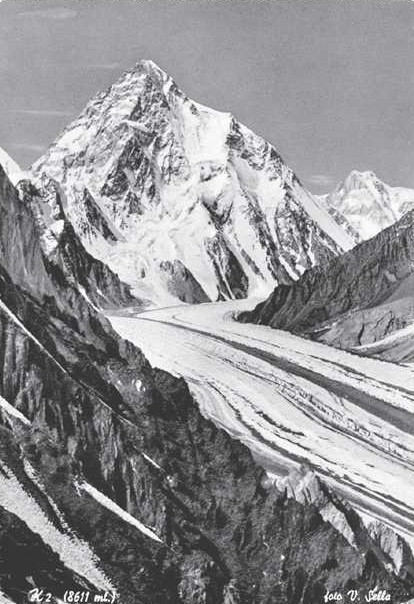
El K2 desde el glaciar Godwin-Austen (foto Sella, 1909)

En 1909, la expedición del duque de los Abruzos exploró de nuevo varias rutas y llegó a alcanzar unos 6250 m en la cresta sudeste, antes de decidir que la montaña no era escalable. Esta ruta más tarde se conoció como la cresta de los Abruzos, que finalmente se acabaría considerando como la ruta más usual a la cima.
En 1929, Aimón de Savoya-Aosta, sobrino del duque de los Abruzos, dirigió una expedición para explorar el glaciar de Baltoro superior, cerca del K2. El geólogo de la expedición fue Ardito Desio y sintió que se había formado una vindicación italiana para intentar conquistar la montaña. Fue solo en 1939 cuando Desio pudo interesar al organismo gobernante de Italia por el alpinismo, el Club Alpino Italiano (CAI), pero la Segunda Guerra Mundial y la partición de la India retrasaron aún más las cosas. En 1952, Desio viajó a Pakistán como preliminar para dirigir una expedición completa en 1953, solo para descubrir que los estadounidenses ya habían reservado el único permiso de escalada para ese año. Regresó en 1953 con Riccardo Cassin para reconocer las zonas más bajas del K2. En ese momento, Cassin era el mejor alpinista italiano de todos los tiempos y, sin embargo, en el informe de Desio sobre el reconocimiento, no se menciona a Cassin, excepto para decir que "Elegí a Ricardo Cassin, un escalador, a cuyos gastos de viaje el Club Alpino Italiano había contribuido generosamente". Solo después de su regreso a Italia, Desio se enteró de que le habían otorgado el permiso para el intento de cumbre de 1954.

## Preparación para la expedición de 1954
En Rawalpindi, al inicio de su visita a Pakistán en 1953, Desio conoció a Charlie Houston, líder de la fallida expedición estadounidense al Karakorum de 1953 que regresaba del K2. Tanto en la expedición de 1938 como en la expedición de 1953, Houston había remontado toda la cresta de los Abruzos, escalando su escarpe más difícil, la Chimenea de la casa, y había podido alcanzar aproximadamente los 7925 m desde donde se pudo observar una ruta factible a la cumbre. A pesar de que el estadounidense estaba planeando otro intento a la cumbre para 1954, fue generoso al compartir su experiencia y fotografías con Desio, un rival obvio.
Desio planeó una expedición mucho más grande que las estadounidenses: el costo estimado de 100   millones de liras (equivalentes a 1.8 millones de dólares de 2018) fue ocho veces mayor que el de la tentativa de Houston, y tres veces mayor que el de la exitosa expedición británica al Everest de 1953. Fue patrocinado por el CAI y se convirtió en una cuestión de prestigio nacional, involucrando también al Comité Olímpico Italiano y al Consejo Nacional de Investigación Italiano. Los éxitos en el Annapurna en 1950 y en el monte Everest en 1953 tuvieron un impacto inmenso en Francia y Gran Bretaña. Desio escribió que "la expedición será necesariamente organizada de acuerdo con criterios militares", como en la expedición francesa de 1950 del Annapurna, todos los escaladores debían jurar lealtad a su líder. La investigación científica -geografía y geología- debía ser tan importante como llegar a la cima de la montaña. De hecho, parece que Desio, profesor de geología en Milán, tenía a los escaladores en una posición bastante baja en la escala de mando.

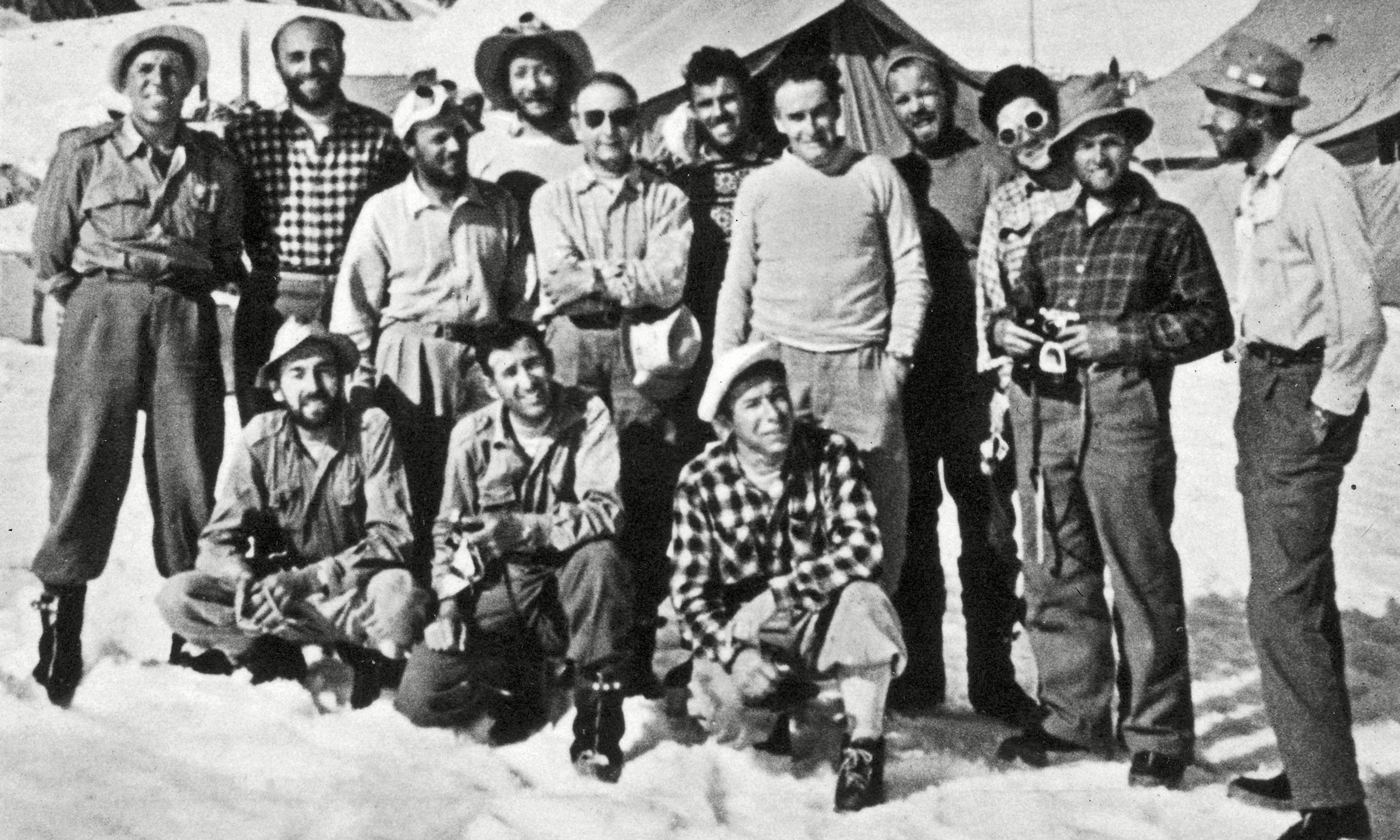
Miembros del equipo italiano en el Campamento Base antes del ascenso

Había once escaladores, todos italianos, ninguno de los cuales había estado antes en el Himalaya: Enrico Abram (32 años), Ugo Angelino (32), Walter Bonatti (24), Achille Compagnoni (40), Cirillo Floreanini (30), Pino Gallotti (36), Lino Lacedelli (29), Mario Puchoz (36), Ubaldo Rey (31), Gino Soldà (47) y Sergio Viotto (26). Hubo diez porteadores paquistaníes de gran altitud originarios de Hunza, con Amir Mahdi (41) que resultó ser el más destacado. También en el equipo había un cineasta, Mario Fantin, y el doctor fue Guido Pagani. El equipo científico, además de Desio (que tenía 57 años), estaba integrado por Paolo Graziosi (etnógrafo), Antonio Marussi (geofísico), Bruno Zanettin (petrólogo) y Francesco Lombardi (topógrafo). Muhammad Ata-Ullah era el oficial de enlace pakistaní. Riccardo Cassin, el destacado alpinista italiano, había sido nominado por el CAI como líder de escalada, pero después de los rigurosos procedimientos de selección de Desio fue rechazado, supuestamente por motivos médicos, pero se especuló que era realmente para evitar que hiciera sombra a Desio.
El plan consistía en tender 5 km de cuerdas fijas de nilón a lo largo de la cresta de los Abruzos y un poco más allá, cuando fuese posible, se transportarían los víveres y los equipos en trineos a lo largo de estas cuerdas. Cada campamento se establecería completamente antes de que se ocupara el siguiente campamento superior. Se utilizaron sistemas de oxígeno de circuito abierto y estaban equipados con radio de dos vías.
La expedición salió de Italia por aire en abril de 1954 y el equipaje, que viajó por mar, llegó a Karachi el 13 de abril y luego viajó en tren a Rawalpindi.

## Informes oficiales de la escalada
Desio escribió el relato oficial del ascenso en su libro de 1954 titulado La Conquista del K2  pero este relato fue cuestionado durante muchos años por Bonatti y, eventualmente, por Lacedelli y otros. El hecho de que Compagnoni y Lacedelli hubieran llegado a la cima de K2 no estaba en disputa, sino en la manera en que se trataba cómo dependían del apoyo de otros escaladores en lo alto de la montaña, en cómo se había tratado a Bonatti y a Madhi, si se usó oxígeno adicional todo el tiempo en el acceso a la cima, y si el libro de Desio era exacto y justo. El asunto se volvió cada vez más controvertido con una gran cantidad de críticas de prensa, a menudo desinformadas. Desio murió en 2001 a la edad de 104 años y, finalmente, en 2004, el CAI nombró a tres expertos, llamados "I Tre Saggi" (los tres reyes magos), para investigar el caso, y redactaron un informe de 39 páginas publicado en abril de 2004. Fue solo en 2007 cuando el CAI publicó K2 - Una Storia Finita, incluyendo y aceptando el informe de los Tre Saggi.
El relato de la escalada contenido en el presente artículo se basa en fuentes recientes que han podido tener en cuenta el segundo informe oficial del CAI, K2 - Una Storia Finita (2007). Los aspectos científicos (geográficos y geológicos) de la expedición no están cubiertos, ni tampoco la controversia que se prolongó durante más de cincuenta años después del regreso a Italia.

## Aproximación al K2

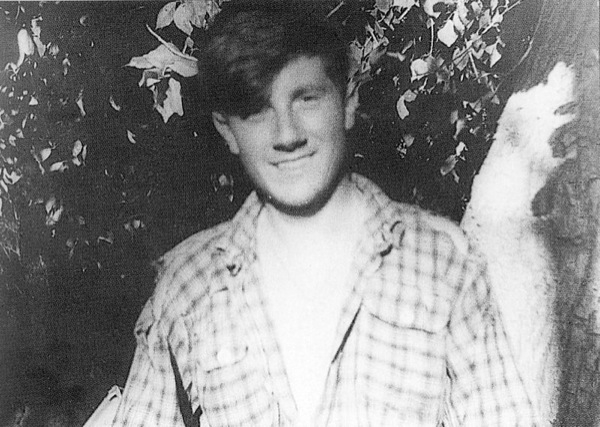
Bonatti durante la marcha de aproximación

Después de algunos retrasos debidos al mal tiempo, el 27 de abril, la expedición voló en un DC-3 desde Rawalpindi a Skardu. Desio aprovechó la oportunidad de utilizar el avión para estudiar la topografía de la región y las condiciones de la nieve, que parecían similares a las de las fotografías de Houston del año anterior. Las montañas eran más altas que el techo de servicio de la aeronave, por lo que necesitaban circunnavegar el K2. La parte científica luego partió siguiendo su propio itinerario separado. Quinientos cargadores baltis designados localmente transportaron más de 13 toneladas de equipo, incluidos 230 cilindros de oxígeno, a través de Askole y Concordia hacia el Campo Base en el glaciar Godwin-Austen.

Ruta de aproximación desde Skardu al K2

Entre Skardu y Askole se habían construido varios puentes el año anterior, por lo que esta parte del viaje fue mucho más rápida que antes. Después de que en Askole no se pudiera comprar comida para los porteadores, se necesitó contratar a otros cien hombres simplemente para llevar harina a los porteadores principales para hacer sus chapatis. Para minimizar el peso, Desio había proporcionado poco equipo personal a los porteadores, aparte de los alimentos, una manta a cada uno, y lonas para usar como tiendas de campaña. No tenían ropa protectora. Desafortunadamente, hubo mal tiempo (nieve y fuertes lluvias, mientras que el año anterior el clima era bueno y soleado), y los porteadores comenzaron a negarse a continuar, incluso después de que se les ofreciera backsheesh (una especie de soborno). En Urdukas, 120 porteadores se dieron la vuelta y los demás se detuvieron. A la mañana siguiente, algunos porteadores bajaron y nadie prosiguió. Siguiendo el consejo de Ata-Ullah, los sahibs siguieron adelante y, durante un tiempo, los porteadores les siguieron descontentos a distancia. A continuación se produjo un problema crítico. Salió el sol, y su reflejo en la nieve provocó ceguera en los porteadores. Aunque se habían llevado gafas de nieve, la mitad de ellas se habían dejado para ahorrar peso. Al final solo quedó un porteador en la partida, y se tuvieron que reclutar nuevos cargadores en Askole. El objetivo era establecer el Campamento Base el 28 de mayo, pero finalmente se habían retrasado quince días.

## Línea de ascenso al K2

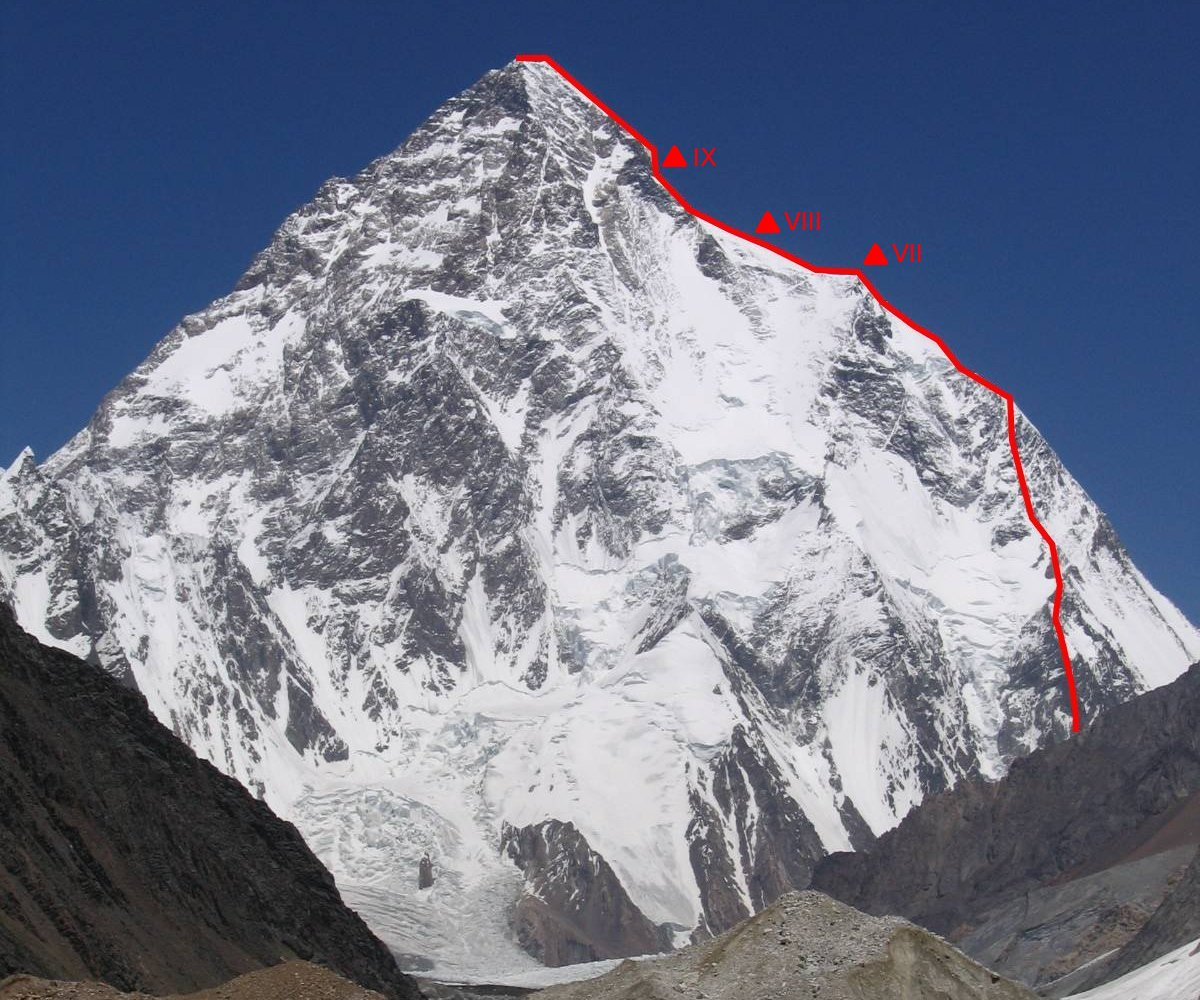
Ruta de los Abruzos

La ruta a seguir era la misma que la de las expediciones estadounidenses, con campamentos planificados en lugares similares.
| Ubicaciones de los campamentos en la montaña | Ubicaciones de los campamentos en la montaña | Ubicaciones de los campamentos en la montaña | Ubicaciones de los campamentos en la montaña | Ubicaciones de los campamentos en la montaña                                    |
| Campo                                        | Altitud                                      | Altitud                                      | Establecido                                  | Ubicación                                                                       |
| Campo                                        | metros                                       | pies                                         | Establecido                                  | Ubicación                                                                       |
| -------------------------------------------- | -------------------------------------------- | -------------------------------------------- | -------------------------------------------- | ------------------------------------------------------------------------------- |
| Base                                         | 4999 m                                       | 16 400 pies                                  | 28 de mayo                                   | Glaciar Godwin-Austen                                                           |
| I                                            | 5395 m                                       | 17 700 pies                                  | 30 de mayo                                   | Pie de la cresta de los Abruzos                                                 |
| II                                           | 6066 m                                       | 19 900 pies                                  | 2 de junio                                   | Lugar protegido en la cresta                                                    |
| III                                          | 6309 m                                       | 20 700 pies                                  |                                              |                                                                                 |
| IV                                           | 6447 m                                       | 21 150 pies                                  | 16 de junio                                  | Debajo de la chimenea de la casa                                                |
| V                                            | 6706 m                                       | 22 000 pies                                  | 4 de julio                                   | Justo encima de la chimenea de la casa, comienzo de la parte aguda de la cresta |
| VI                                           | 7102 m                                       | 23 300 pies                                  | 7 de julio                                   | Base de la Torre Negra (o Pirámide)                                             |
| VII                                          | 7345 m                                       | 24 098 pies                                  | 26 de julio                                  | Por encima de la cresta y por debajo del hombro, a 7620 m                       |
| VIII                                         | 7627 m                                       | 25 023 pies                                  | 28 de julio                                  | Pie de la pared de hielo con vistas a una grieta                                |
| IX                                           | 8150 m                                       | 26 739 pies                                  | 30 de julio                                  | Por encima de las losas rocosas cerca del comienzo del cuello de botella        |
| Cumbre                                       | 8611 m                                       | 28 251 pies                                  | 31 de julio                                  |                                                                                 |

La cresta de los Abruzos puede ser escalada por alpinistas competentes desde el Campo Base hasta el Campo VI en unas pocas horas de buen clima, pero también puede ser un lugar peligroso. Entre el Campo IV y el Campo VII, la cresta es aguda, empinada y exigente, con la exposición y los problemas de caída de rocas en la sección inferior. Los vientos fuertes pueden ser una gran dificultad: el K2 protege de los vientos por su lado sur a partir de los ocho mil metros, pero está muy expuesto a las tormentas.

## Progreso en la montaña

### Ascendiendo la montaña
Para el 16 de junio, el Campamento IV se estableció al pie de la chimenea de House, utilizando el torno para transportar suministros hasta el Campamento II. En 1953, la partida de Houston había encontrado que los hunzas se encontraban mejor en la montaña de lo que se esperaba. Sin embargo, Desio se sintió decepcionado: parte de la dificultad era que el inglés era su único idioma en común y, aparte de Desio, nadie hablaba inglés con fluidez. La tragedia golpeó a la expedición en una etapa temprana: después de que Puchoz hubiera descendido al Campo II, desarrolló problemas con su garganta y su estado físico se deterioró hasta que, a pesar de un buen tratamiento médico y una gran cantidad de medicamentos y oxígeno, murió con síntomas de neumonía el 21 de junio. Al día siguiente, todos descendieron al Campo Base justo cuando estalló una feroz tormenta de nieve. Una vez calmada la tormenta, pudieron llevar el cuerpo de Puchoz al Campo Base y el 27 de junio ascendieron para enterrarlo junto al monumento conmemorativo de Art Gilkey, que había muerto en la expedición estadounidense de 1953.
La expedición tenía ya casi un mes de retraso, por lo que Desio anunció que la escalada debería reanudarse inmediatamente después del funeral. Sin embargo, aparte de Compagnoni, ninguno de los escaladores estaba de acuerdo y Abram habló en su nombre. Desio tenía un enfoque autoritario del liderazgo (a sus espaldas se le llamaba "il Ducetto", "el pequeño Mussolini "). Tenía el hábito de emitir órdenes escritas. Por ejemplo, en una ocasión anunció que: 

"Recuerda que si logras escalar el pico, como confío en que lo harás, el mundo entero te aclamará como un campeón en tu carrera y tu fama perdurará a lo largo de tu vida y mucho después de tu muerte. Por lo tanto, incluso si nunca logras algo más importante, podrás decir que no has vivido en vano."

Cuando fue entrevistado más tarde, Lacedelli dijo: "Simplemente lo ignoramos y seguimos adelante".
Los escaladores volvieron a extenderse por los diversos campamentos y Compagnoni y Rey escalaron la chimenea de la casa, pero luego otra tormenta confinó a todos en sus tiendas. El 5 de julio, Compagnoni (a quien Desio había nominado para dirigir la escalada de alto nivel), Abram y Gallotti establecieron el Campo V y dos días más tarde llegaron al Campo VI con cuerdas fijas que se extendían desde el Campo I. Usaron las cuerdas de la expedición de 1953 para llegar al campamento VII, aunque al descender, las cuerdas se deslizaron desde sus puntos de anclaje y Floreanini se desplomó 200 por la ladera de la montaña, pero sin sufrir lesiones muy graves.
El 18 de julio, Compagnoni y Rey, seguidos por Bonatti y Lacedelli, colocaron cuerdas tan altas como el Campamento americano VIII, en la base de la meseta de la cumbre. El Campamento VI había estado en el sitio del Campamento VII americano, pero lo movieron más alto para evitar lo que consideraban un lugar peligroso. Las sucesivas fuertes tormentas hicieron el progreso mucho más lento de lo esperado y Desio escribió al CAI diciendo que estaba pensando en regresar a Italia y organizar un nuevo asalto en otoño, con un equipo más pequeño de escaladores frescos, pero utilizando las cuerdas fijas existentes. Pero entonces el clima mejoró. El 28 de julio se estableció el Campo VIII a 7627 metros para un intento de cumbre de Compagnoni y Lacedelli. Al día siguiente, subieron más pero, al no poder encontrar una buena ubicación para su campamento más alto, el Campo IX, dejaron sus mochilas y regresaron al Campamento VIII, ahora que se daban cuenta de que necesitarían oxígeno suplementario para alcanzar la cumbre. El lugar donde habían estado tratando de establecer el Campo IX estaba al lado de una pared de hielo, a 8000 m , junto a lo que más tarde se conoció como el cuello de botella. También el 29 de julio, cuatro escaladores en el Campo VII subieron con dos grupos de oxígeno (cada uno pesaba 18 kilos), una tienda de campaña y comida extra hacia el Campamento VIII, pero Abram y Rey tuvieron que regresar y solo Bonatti y Gallotti llegaron allí; habían tenido que abandonar los equipos de oxígeno a unos 7400 metros. Al atardecer, Mahdi e Isakhan llegaron al campo VII.

### Preparándose para el intento de cumbre
Para el 30 de julio, los cuatro hombres del Campamento VIII acordaron que mientras Compagnoni y Lacedelli escalarían para intentar establecer el Campamento IX, Bonatti y Gallotti descenderían para buscar el oxígeno justo encima del Campamento VII y luego llevarían el equipo pesado de oxígeno hasta el Campamento IX, a través del campamento VIII. La obtención del oxígeno sería un desafío mucho mayor que el establecimiento del campamento alto: implicaría un descenso de 180 m seguido de un ascenso de casi 500 m. Les dirían a los escaladores del Campamento VII que trajeran más suministros al VIII. Mientras tanto, Compagnoni y Lacedelli establecerían el Campo IX en un nivel inferior de 7900 m, para reducir la altura que debía ser transportado el oxígeno. En el caso de que establecieran su campamento alto no en el nivel inferior, donde había nieve profunda y polvorienta, sino a 8150 m, mediante una difícil travesía sobre unas losas de roca muy peligrosas que tardarían casi una hora en alcanzar. Tenían muy poca comida y, aunque tenían máscaras de oxígeno con ellos, no los cilindros de gas reales.
Bonatti, Gallotti, Abram, Mahdi e Isakhan se reunieron y llegaron al Campamento VIII al mediodía del 30 de julio. A las 15:30, Bonatti, Abram y Mahdi continuaron con los cilindros de oxígeno hacia el Campo IX. A los hunzas no se les había proporcionado botas de gran altura y para convencer a Mahdi para que subiera más alto, Bonatti le había ofrecido un bono en efectivo y también había insinuado que se le podría permitir subir hasta la cima. Fueron sin carpa ni sacos de dormir. Alrededor de las 16:30, gritaron y escucharon una respuesta del equipo de la cumbre en el Campo IX, pero no pudieron localizarlos ni ver ninguna pista a seguir. Subieron más alto, pero a las 18:30 el sol se estaba poniendo y Abram tuvo que bajar debido a las congelaciones. Ahora podían ver las huellas en la nieve, pero todavía no había ninguna tienda de campaña y oscurecería de forma inminente. Mahdi estaba empezando a entrar en pánico. En terrenos peligrosos con una pendiente de 50° y aún con los pesados equipos de oxígeno, volvieron a llamar pero tuvieron que detenerse a los 8100 m.
Bonatti excavó una pequeña plataforma en el hielo, en previsión de necesitar un campamento de emergencia nocturno sin una tienda de campaña ni sacos de dormir. Después de más gritos, a las 22:00 una linterna brilló desde muy cerca y un poco más arriba de la montaña y pudieron escuchar a Lacedelli gritando para decirles que dejaran el oxígeno y volvieran a bajar. Después de eso se apagó la luz y hubo silencio. Bonatti y Mahdi pasaron el resto de la noche al aire libre hasta las 05:30. En contra del consejo de Bonatti, Mahdi comenzó a bajar solo en la oscuridad al Campamento VIII. Bonatti esperó hasta alrededor de las 06:30 cuando se estaba empezando a clarear, antes de emplazar los equipos de oxígeno en la nieve excavada y descender. Mientras estaba abajo escuchó un grito desde algún lugar de arriba, pero no pudo ver a nadie. Mahdi bajó al Campamento VIII solo un poco antes que Bonatti, alrededor de las 7:30.

### Alcanzando la cima
Aproximadamente a las 06:30–06:45 del 31 de julio, Compagnoni y Lacedelli abandonaron su tienda y vieron a alguien (no podían decir quién) que descendía y se sorprendieron al pensar que debía haber pasado la noche a la intemperie. Recuperaron los cilindros de gas entre las 07:15 y las 07:45, aproximadamente, y desde allí partieron hacia la cumbre alrededor de las 8:30, ahora respirando oxígeno suplementario. Para ahorrar peso, abandonaron sus mochilas y, para alimentarse, solo tomaron dulces. La ruta a través del cuello de botella estaba bloqueada por la nieve y no podían escalar el cortado como  Wiessner había hecho en 1939. Finalmente, encontraron una línea cercana a la de Wiessner con hielo y roca mixtos. Las personas que se encontraban en el Campo VIII pudieron ver a Compagnoni y Lacedelli ascender la pendiente final justo antes de que llegaran a la cumbre del brazo a las 18:00 del sábado 31 de julio. Gallotti escribió en su diario:

"En la pendiente final, que tenía un aspecto increíblemente abrupto, primero un pequeño punto y luego un segundo, avanzaron lentamente. Es posible que vea muchas más cosas en esta vida, pero nada me impresionará de la misma manera. Lloré en silencio, las lágrimas cayendo sobre mi pecho".

Tomaron algunas fotos y una breve película de cine mientras el sol se ponía. Lacedelli quería bajar lo antes posible, pero Compagnoni dijo que quería pasar la noche en la cima. Solo después de ser amenazado por Lacedelli con su piolet comenzó a descender.

### Descendiendo la montaña

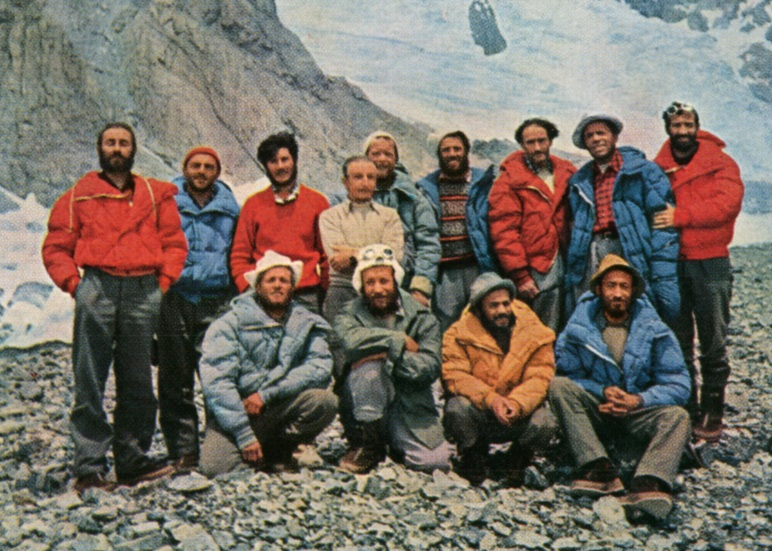
Miembros del equipo italiano en el Campamento Base después del ascenso, agosto de 1954

En la oscuridad, se dirigieron hacia abajo esta vez, descendiendo por el Couloir del cuello de botella y, al cabo de un rato, su oxígeno se agotó. Tuvieron grandes dificultades para cruzar una grieta y descender por la pared de hielo justo por encima del Campamento VIII y ambos cayeron, pero finalmente sus compañeros escucharon sus gritos y salieron para ayudarlos a regresar al Campamento VIII justo después de las 23:00. Al día siguiente, con mal tiempo, descendieron las cuerdas fijas al Campo IV a las 11:00. Para el 2 de agosto todos estaban de vuelta en el Campo Base. Compagnoni, Lacedelli y Bonatti tenían graves congelaciones en las manos, pero los pies de Mahdi también se vieron afectados y su estado era mucho peor.

## Retorno a casa
El 3 de agosto, la noticia del éxito llegó a Italia pero, por un acuerdo colectivo anterior sugerido por Floreanini, se mantuvo en secreto qué escaladores habían llegado a la cumbre. Su triunfo fue una gran noticia en Italia, pero a nivel internacional tuvo menos impacto que el ascenso al Everest del año anterior, que había sido impulsado por la coronación de Isabel II. Después de cierta recuperación, el grupo abandonó el campamento base el 11 de agosto y Compagnoni siguió adelante, deseando ir a Italia para recibir tratamiento hospitalario. Lacedelli, con el apoyo médico de Pagnini, prefirió tomarse las cosas más lentamente para tratar de evitar amputaciones innecesarias de sus dedos. Mahdi fue el más afectado y fue al hospital en Skardu, y finalmente le amputaron casi todos los dedos de las manos y los pies.

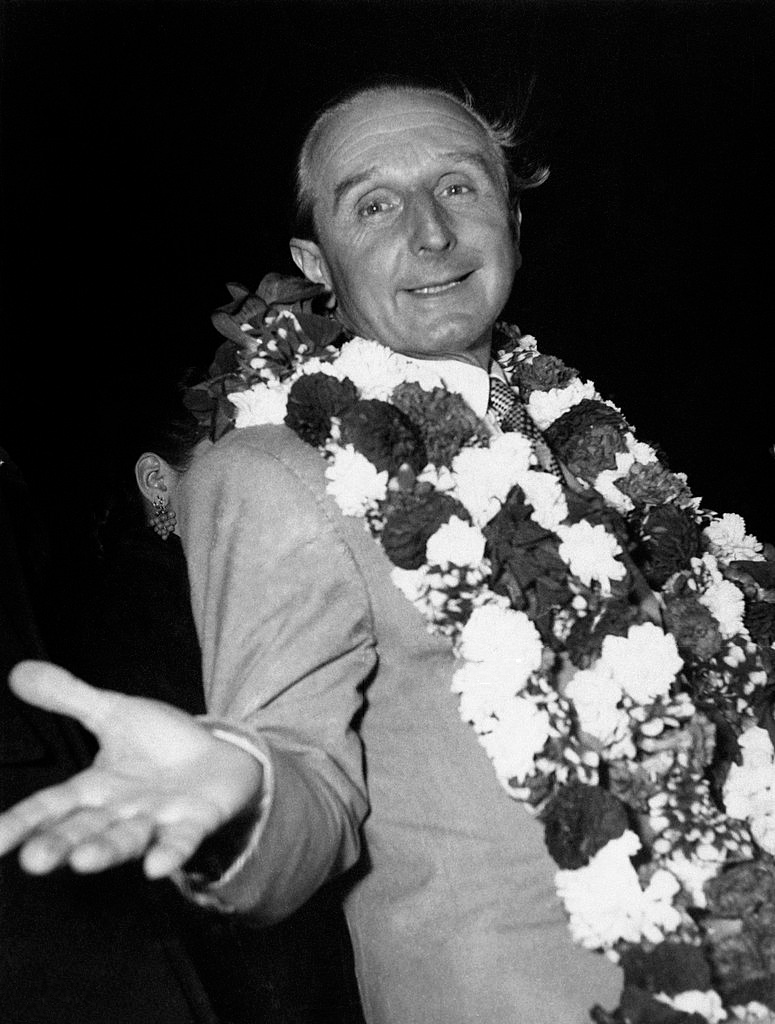
Desio regresa a Italia después de la expedición.

La prensa especuló, en su mayoría correctamente, sobre quién había estado en la partida de la cumbre, de modo que cuando Compagnoni voló a Roma a principios de septiembre, fue tratado como un héroe. El grupo principal llegó a Génova por mar más tarde en septiembre y Desio voló a Roma en octubre. En el momento culminante de las celebraciones del 12 de octubre, Desio anunció los nombres de quienes habían llegado a la cumbre. Esta noticia no fue una primicia, porque se había publicado repetidamente (a través de la especulación) durante meses los nombres de los alpinistas que habían alcanzado la cima. Anteriormente, el CAI, aunque todavía se negaba a confirmar quiénes eran, incluso había publicado una foto de Compagnoni y Lacedelli en la cima.
Sin embargo, antes de que la expedición saliera de Pakistán, un escándalo había estallado en los titulares de la prensa del subcontinente asiático. Se informó de que Mahdi había dicho que había estado a menos de 30 m de la cumbre, pero sus dos compañeros italianos no le permitieron subir más. Esto recibió muy poca atención internacional, pero el asunto fue lo suficientemente serio como para que el embajador italiano en Karachi realizara una investigación. No habló con Mahdi, pero entrevistó a los italianos involucrados, así como a Ata-Ullah, el oficial de enlace, a quien Mahdi había presentado sus quejas. El informe concluyó que ningún porteador había estado cerca de la cumbre; Bonatti y Mahdi se volvieron por debajo del Campamento IX dejando los respiradores de oxígeno; y Mahdi había sido salvaje e indisciplinado tratando de escapar del campamento. Esto satisfizo al gobierno pakistaní e incluso la prensa se calmó. Sin embargo, solo muchos años después, Bonatti llegó a creer que, en realidad, Desio consideraba el informe como un encubrimiento (que Desio aprobó) de lo que él creía que había sido el intento de Bonatti de sabotear la expedición. Este hecho suscitó una polémica que tuvo repercusiones en los cincuenta años siguientes.
No fue hasta 1977 que se logró la siguiente cumbre del K2, por una expedición japonesa relativamente moderna y bien equipada, con cincuenta y nueve escaladores y 1500 porteadores, que nuevamente tomaron la ruta de los Abruzos.

### Trabajos citados
- Bonatti, Walter (2010).  Marshall, Robert, ed. The mountains of my life. UK: Penguin. ISBN 9780141192918. English translation of Montagne di una vita (Bonatti, 1995)
- Conefrey, Mick. The Ghosts of K2. Archivado desde el original el 14 de febrero de 2019. Consultado el 7 de abril de 2019. El vídeo está alojado en Vimeo
- Conefrey, Mick (2015). The Ghosts of K2: the Epic Saga of the First Ascent. London: Oneworld. ISBN 978-1-78074-595-4.
- Curran, Jim (1995). «Chapter 9. A Sahib is About to Climb K2». K2: The Story Of The Savage Mountain. Hodder & Stoughton. ISBN 978-1-444-77835-9.
- Desio, Ardito (1955a). «The 1954 Italian Expedition to the Karakoram and the Conquest of K2». Alpine Journal LX (290): 3-16.
- Desio, Ardito (1955b). «The Ascent of K2». The Geographical Journal (en inglés) 121 (3): 261-272. doi:10.2307/1790890.
- Desio, Ardito (1956). Victory over K2: Second Highest Peak in the World (en inglés). McGraw Hill Book Company. English translation of La Conquista del K2 (Desio, 1954)
- BROTHERHOOD OF THE ROPE- K2 EXPEDITION 1953 WITH DR. CHARLES HOUSTON.
- Isserman, Maurice; Weaver, Stewart (2008). «Chapter 5. Himalayan Hey-Day». Fallen Giants: A History of Himalayan Mountaineering from the Age of Empire to the Age of Extremes (1 edición). New Haven: Yale University Press. ISBN 978-0-300-11501-7.
- Kauffman, Andrew J.; Putnam, William L. (1992). K2: The 1939 Tragedy. Seattle, WA: Mountaineers. ISBN 978-0-89886-323-9.
- Mantovani, Roberto (2007). K2 – A Final Report: Postscript. Translated into English in Marshall, Robert (2009). K2: Lies and Treachery. Carreg Press. pp. 166-174. ISBN 9780953863174.
- Maraini, Fosco; Monticone, Alberto; Zanzi, Luigi (2004). The Tre Saggi Report. Translated into English in Marshall, Robert (2009). «Appendix Two». K2: Lies and Treachery. Carreg Press. pp. 208-232. ISBN 9780953863174. Tre Saggi report
- Maraini, Fosco; Monticone, Alberto; Zanzi, Luigi; CAI (2007). K2 a Finished Story. Translated into English and summarized in Marshall, Robert (2009). «Chapter 7: Recognition». K2: Lies and Treachery. Carreg Press. pp. 155-180. ISBN 9780953863174. Club Alpino Italiano report
- Marshall, Robert (2009). K2: lies and treachery. Carreg Press. ISBN 9780953863174.
- Sale, Richard (2011). «Chapter 4. The First Ascent: The Italians, 1954». The Challenge of K2 a History of the Savage Mountain. Barnsley: Pen & Sword. ISBN 978-1-84468-702-2. page numbers from Aldiko Android app showing entire book as 305 pages.
- Viesturs, Ed (2009). «Chapter 6. The Price of Conquest». K2: Life and Death on the World's Most Dangerous Mountain. with Roberts, David. New York: Broadway. ISBN 978-0-7679-3261-5. page numbers from Aldiko Android app showing entire book as 284 pages.
- Quest for K2 savage mountain.

## Lecturas relacionadas
- Wikimedia Commons alberga una categoría multimedia sobre Expedición italiana al K2 de 1954.
- Marcello Baldi, Mario Fantin (cámara) (1955).  Club Alpino Italiano, ed. Italia K2 (motion picture) (en italiano).
- Bonatti, Walter (1961). Le mie montagne [My Mountains] (en italiano). Zanichelli. Bonatti, Walter (1961). Le mie montagne [My Mountains] (en italiano). Zanichelli. Bonatti, Walter (1961). Le mie montagne [My Mountains] (en italiano). Zanichelli. Traducido al inglés en On the Heights (Bonatti, 1962)
- Bonatti, Walter (1962). On the Heights (en inglés). Hart-Davis. Bonatti, Walter (1962). On the Heights (en inglés). Hart-Davis. Bonatti, Walter (1962). On the Heights (en inglés). Hart-Davis. Traducción al inglés de Le mie montagne (Bonatti, 1961)
- Bonatti, Walter (1995). Montagne di una vita (en italiano). Baldini & Castoldi. Bonatti, Walter (1995). Montagne di una vita (en italiano). Baldini & Castoldi. Bonatti, Walter (1995). Montagne di una vita (en italiano). Baldini & Castoldi. Traducido al inglés en Las montañas de mi vida (Bonatti, 2010)
- Desio, Ardito (1954). La Conquista del K2: Seconda Cima del Mondo [Victory over K2: Second Highest Peak in the World] (en italiano). Milan: Garzanti. Desio, Ardito (1954). La Conquista del K2: Seconda Cima del Mondo [Victory over K2: Second Highest Peak in the World] (en italiano). Milan: Garzanti. Desio, Ardito (1954). La Conquista del K2: Seconda Cima del Mondo [Victory over K2: Second Highest Peak in the World] (en italiano). Milan: Garzanti. Traducido al inglés en Victoria sobre K2 (Desio, 1956)
- Horrell, Mark (21 de octubre de 2015). «Book review: The Ghosts of K2 by Mick Conefrey». Footsteps on the Mountain. Archivado desde el original el 10 de marzo de 2018. Consultado el 7 de diciembre de 2018.
- Lacedelli, Lino; Cenacchi, Giovanni (2006). K2: the price of conquest. Carreg. ISBN 9780953863136.
- Marshall, Robert (2005). «Re-writing the History of K2 – a story all'italiana». Alpine Journal: 193-200.

- Datos: Q3966442
- Multimedia: 1954 K2 expedition / Q3966442